# Symetria obrotowa
Symetria obrotowa – rodzaj izometrii na płaszczyźnie i w przestrzeni, będący dowolnym złożeniem symetrii i obrotu.
W węższym znaczeniu przemienne złożenie symetrii i obrotu.

Na płaszczyźnie złożenie symetrii środkowej i obrotu dokoła punktu jest przemienne, jeśli środek symetrii i obrotu się pokrywają.

W przestrzeni złożenie symetrii płaszczyznowej i obrotu dokoła prostej jest przemienne, jeśli oś obrotu jest prostopadła do płaszczyzny symetrii.